# Dominique Demerville
 (décembre 2008).
Si vous disposez d'ouvrages ou d'articles de référence ou si vous connaissez des sites web de qualité traitant du thème abordé ici, merci de compléter l'article en donnant les références utiles à sa vérifiabilité et en les liant à la section « Notes et références ».
Dominique Demerville, né le 21 avril 1767 à Soues et guillotiné le 30 janvier 1801 à Paris, est un agent de renseignement et militant néojacobin français, proche du député Bertrand Barère. Il est impliqué dans la « conspiration des poignards », projet d'attentat contre le Premier consul en l'an IX (1800).

## Le secrétaire de Barère

### Origines familiales
Né à Soues, commune voisine de Tarbes, le 21 avril 1767, fils naturel de Jeanne-Marie Donat et de père inconnu. Il est adopté par Dominique Juveniau-Demerville, « controlleur des actes au bureau de la ville de Tarbes », mort en 1779. 

### Employé du Comité de Salut public et agent de Barère
Compagnon charpentier, il se rend à Paris le 8 mars 1789. Recommandé à Bertrand Barère, membre de l'Assemblée constituante, il entre à son service en tant que secrétaire particulier et collabore à son journal Le Point du Jour. Il est employé vraisemblablement grâce à lui comme commis et secrétaire au Comité de Défense générale puis au Comité de Salut public où il est chargé de la correspondance des représentants du peuple aux armées et aux départements,. Le 30 vendémiaire an IV (22 octobre 1795), il est nommé directeur de l'hôpital du Gros-Caillou. Barère arrêté et incarcéré à Saintes à la suite de l'émeute du 12 germinal, Demerville l'aide à s'évader et à se cacher à Bordeaux. Il défend l'ancien député dans la presse néojacobine et diffuse son ouvrage La Liberté des Mers,.

### Un agitateur républicain sous le Consulat
Dominique Demerville est inculpé dans la conspiration des poignards, projet d'assassinat du Premier consulat Napoléon Bonaparte à la sortie du Théâtre des Arts. Il est guillotiné le 10 pluviôse an IX (30 janvier 1801) avec ses complices Arena, Ceracchi, et Topino-Lebrun.